# Racing White Woluwe
Racing White Woluwe is een Belgische voetbalclub uit Sint-Lambrechts-Woluwe. De club werd in 2020 opgericht en is aangesloten bij de KBVB met stamnummer 9733.

## Geschiedenis
In maart 2020 werd de komst van Racing White Woluwe aangekondigd. Ook van 1963 tot 1973 speelde er al een Racing White in het Fallonstadion, tot de club opging in fusieclub RWDM en naar het Edmond Machtensstadion verhuisde. Bij aanvang van het vernieuwde Racing White benadrukte sportschepen van Sint-Lambrechts-Woluwe Éric Bott dat de club zich wilde profileren als een lokaal team en dat het gretig gebruik zou maken van de Wolu Foot Academy van voorzitter Jawad Daali.
In zijn eerste seizoen in Derde Provinciale C ACFF begon Racing White met 9 op 15 aan de competitie, maar na vijf speeldagen werd de competitie stilgelegd vanwege de coronapandemie. De club eindigde dat seizoen zesde. In mei 2021 kondigde Racing White een samenwerkingsovereenkomst met Oud-Heverlee Leuven aan.
In zijn eerste volledige seizoen eindigde de club vijfde in Derde Provinciale C ACFF. De club plaatste zich zo voor de eindronde. In de eerste ronde werd het B-elftal van FC Saint-Michel met 1-4 opzijgezet. In de ronde daarop werd Racing White Woluwe aanvankelijk na strafschoppen uitgeschakeld door het B-elftal van Crossing Schaerbeek. Deze wedstrijd verliep niet zonder incidenten, getuige de drie rode kaarten in de slotfase. Doordat een van die rode kaarten niet reglementair werd uitgedeeld – de doelman kreeg tijdens de wedstrijd een eerste gele kaart en tijdens de strafschoppenserie een tweede –, ging Racing White Woluwe in beroep, waardoor de wedstrijd uiteindelijk herspeeld werd. Crossing Schaerbeek B won de heruitgave met 3-1.
In juli 2022 volgde Didier Van Den Eynde Thierry Collard op als hoofdtrainer. Onder zijn leiding kroonde Racing White Woluwe zich op 12 maart 2023 tot kampioen van Derde provinciale C ACFF na een 6-2-zege tegen RU Auderghem B.

## Resultaten
| Seizoen | Klasse | Klasse | Klasse | Klasse | Klasse | Klasse | Klasse | Klasse | Reeks                                                    | Punten                                                   | Opmerkingen                                                                     |
|         | 1A     | 1B     | 1Am    | 2Am    | 3Am    | P.I    | P.II   | P.III  | Vanaf 2016-17 zijn er 3 nationale en 2 regionale niveaus | Vanaf 2016-17 zijn er 3 nationale en 2 regionale niveaus | Vanaf 2016-17 zijn er 3 nationale en 2 regionale niveaus                        |
| ------- | ------ | ------ | ------ | ------ | ------ | ------ | ------ | ------ | -------------------------------------------------------- | -------------------------------------------------------- | ------------------------------------------------------------------------------- |
| 2020/21 |        |        |        |        |        |        |        | 6      | Derde Prov. W-Brab.                                      | 9                                                        | competitie vroegtijdig stopgezet wegens coronapandemie                          |
| 2021/22 |        |        |        |        |        |        |        | 5      | Derde Prov. W-Brab.                                      | 58                                                       | winst in eindronde tegen FC Saint-Michel B, verlies tegen Crossing Schaerbeek B |
| 2022/23 |        |        |        |        |        |        |        | 1      | Derde Prov. W-Brab.                                      | 75                                                       |                                                                                 |
| 2023/24 |        |        |        |        |        |        | 12     |        | Tweede Prov. W-Brab. B                                   | 31                                                       |                                                                                 |
| 2024/25 |        |        |        |        |        |        | 5      |        | Tweede Prov. W-Brab. B                                   | 54                                                       |                                                                                 |
| 2025/26 |        |        |        |        |        |        |        |        | Eerste Prov. W-Brab.                                     |                                                          |                                                                                 |

## Trainers
- 2020-2021  Thierry Collard
- 2021-2022  Thierry Collard
- 2022-2023  Didier Van Den Eynde